# Pedaliàcies
Pedialiàcies (Pedaliaceae) o família del sèsam és una família d'angiospermes.
En el sistema Cronquist aquesta família queda en l'ordre Scrophulariales i en canvi en el sistema filogenètic més modern APG II s'ubica en l'ordre Lamiales.
Cronquist inclou la família Martyniaceae en les pedaliàcies, però els estudis filogenètics mostren que les dues famílies no estan estretament relacionades i en el APG es mantenen per separat. Les dues famílies es caracteritzen per tenir pèls mucilaginosos que donen a les tiges i fulles un aspecte enganxatós, i sovint tenen fruits amb ganxos i banyes.
El Sèsam, Sesamum indicum, produeix les llavors de sèsam.

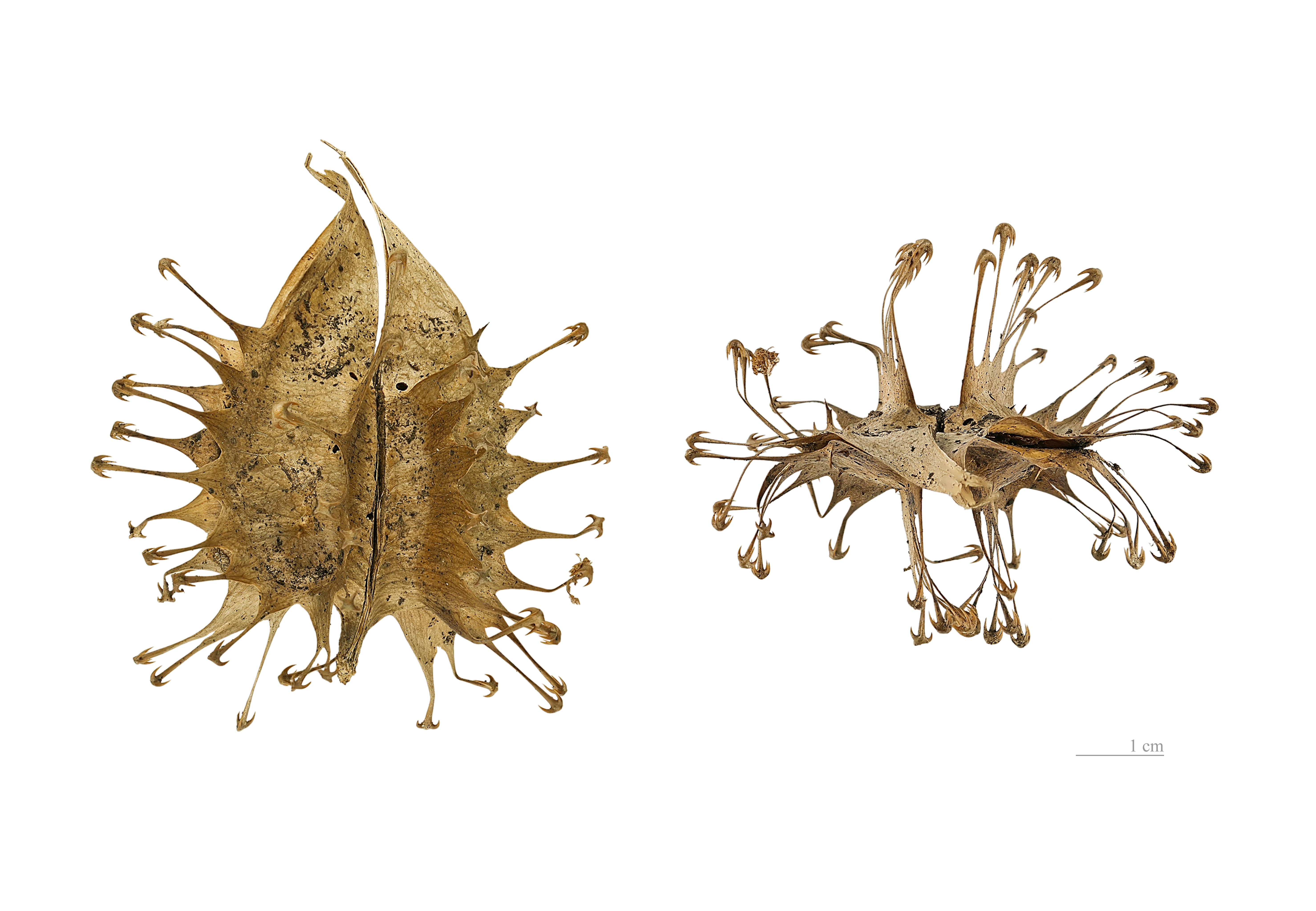
Uncarina ankaranensis

## Gèneres
Comprèn 13 gèneres i unes 70 espècies. Vuit gèneres són originaris del continent africà i un gènere (Uncarina) és endèmic de Madagascar. Quatre gèneres (Sesamum, Josephinia, Pedalium i Dicerocaryum) són principalment nadius africans, però també inclouen regions a l'est (incloent Madagascar, l'Índia, Sri Lanka, les illes Malaies i el nord d'Austràlia).
| - Ceratotheca - Dicerocaryum - Harpagophytum - Holubia - Josephinia - Linariopsis - Pedaliodiscus | - Pedalium - Pterodiscus - Rogeria - Sesamothamnus - Sesamum (sèsam) - Uncarina - Dewinteria |